# Rutkowice (województwo kujawsko-pomorskie)
Rutkowice – wieś w Polsce położona w województwie kujawsko-pomorskim, w powiecie włocławskim, w gminie Lubień Kujawski.
| SIMC    | Nazwa    | Rodzaj    |
| ------- | -------- | --------- |
| 0865912 | Zakrzewo | część wsi |

W latach 1975–1998 miejscowość położona była w województwie włocławskim. Według Narodowego Spisu Powszechnego (III 2011 r.) liczyła 171 mieszkańców. Jest dwunastą co do wielkości miejscowością gminy Lubień Kujawski.